# Cheirostylis raymundii
Cheirostylis raymundii är en orkidéart som beskrevs av Rudolf Schlechter. Cheirostylis raymundii ingår i släktet Cheirostylis och familjen orkidéer. Inga underarter finns listade i Catalogue of Life.